# أنخيل هيريرا فيرا
أنخيل هيريرا فيرا (مواليد 2 أغسطس 1957) هو ملاكم كوبي، مثّل بلاده في الألعاب الأولمبية الصيفية في دورتي 1976 و1980.

## روابط خارجية
أنخيل هيريرا فيرا على موقع اللجنة الأولمبية الدولية (الإنجليزية)
- أنخيل هيريرا فيرا على موقع أوليمبيديا (الإنجليزية)